# Джейнсвілл (Айова)
Джейнсвілл (англ. Janesville) — місто (англ. city) в США, в округах Бремер і Блек-Гок штату Айова. Населення — 1034 особи (2020).

## Географія
Джейнсвілл розташований за координатами 42°38′45″ пн. ш. 92°27′45″ зх. д. / 42.64583° пн. ш. 92.46250° зх. д. (42.645805, -92.462397).  За даними Бюро перепису населення США в 2010 році місто мало площу 3,86 км², з яких 3,72 км² — суходіл та 0,14 км² — водойми.

## Демографія
Згідно з переписом 2010 року, у місті мешкало 930 осіб у 398 домогосподарствах у складі 262 родин. Густота населення становила 241 особа/км².  Було 409 помешкань (106/км²).
Расовий склад населення:
| - 98,4 % — білих - 0,6 % — чорних або афроамериканців - 0,2 % — азіатів |

До двох чи більше рас належало 0,8 %. Частка іспаномовних становила 0,3 % від усіх жителів.
За віковим діапазоном населення розподілялося таким чином: 24,2 % — особи молодші 18 років, 57,3 % — особи у віці 18—64 років, 18,5 % — особи у віці 65 років та старші. Медіана віку мешканця становила 40,2 року. На 100 осіб жіночої статі у місті припадало 98,3 чоловіків;  на 100 жінок у віці від 18 років та старших — 96,9 чоловіків також старших 18 років.
Середній дохід на одне домашнє господарство  становив 59 993 долари США (медіана — 52 625), а середній дохід на одну сім'ю — 71 896 доларів (медіана — 61 818). Медіана доходів становила 46 838 доларів для чоловіків та 32 500 доларів для жінок. За межею бідності перебувало 4,2 % осіб, у тому числі 3,0 % дітей у віці до 18 років та 12,4 % осіб у віці 65 років та старших.
Цивільне працевлаштоване населення становило 466 осіб. Основні галузі зайнятості: виробництво — 24,9 %, освіта, охорона здоров'я та соціальна допомога — 24,0 %, роздрібна торгівля — 15,5 %, науковці, спеціалісти, менеджери — 9,7 %.